# 令孃薔薇圖鑑
《令孃薔薇圖鑑》是日本雙人樂團 ALI PROJECT 的第十三張錄音室專輯，收錄10首歌曲，由德間日本傳播於2013年9月11日發售，僅有 CD Only 一種版本。

## 主題
專輯被描述為「薔薇園中綻放的ALIPRO哥德羅曼史」。樂團主唱寶野亞莉華說：「我認為眞正最美的薔薇於現實中並不存在，你只能在繪畫、小說和詩歌裡找到她們。」亞莉華在專輯封面和圖冊內頁以不同造型現身，分別扮演 Alicia Rose、Violet Rose、Gertrude Rose、Regina Rose、Rosie Rose 和 Pauline Rose。

## 收錄曲
| CD   | CD             |
| 曲序 | 曲目           |
| ---- | -------------- |
| 1.   |                |
| 2.   |                |
| 3.   |                |
| 4.   |                |
| 5.   |                |
| 6.   |                |
| 7.   |                |
| 8.   |                |
| 9.   |                |
| 10.  | (instrumental) |